# Gonodontis pallida
Gonodontis pallida là một loài bướm đêm trong họ Geometridae.